# إيتيو يونيبنك
بانكو إيتيو يونيبنك أس أيه هي شركة خدمات مالية برازيلية مقرها في ساو باولو ، البرازيل. تم تشكيل بانكو إيتيو يونيبنك من خلال اندماج بانكو إيتيو و يونيبنك في عام 2008. إنها أكبر مؤسسة مصرفية في البرازيل ، وكذلك الأكبر في أمريكا اللاتينية وفي نصف الكرة الجنوبي ، وأول وسبعين أكبر بنك في العالم . كما أنها واحدة من أكثر عشرين بنكًا قيمة في العالم. البنك مُدرج في السوق البرازيلي للضمانات والسلع والأوراق المالية الآجلة (B3) في ساو باولو وفي بورصة نيويورك في نيويورك .
لدى بانكو إيتيو يونيبنك عمليات في الأرجنتين والبرازيل وتشيلي وكولومبيا وبنما وباراغواي والولايات المتحدة وأوروغواي في الأمريكتين ، وكذلك في لوكسمبورغ والبرتغال وسويسرا والمملكة المتحدة في أوروبا ؛ الصين وهونغ كونغ واليابان والإمارات العربية المتحدة في آسيا . لديها أكثر من 33000 نقطة خدمة على مستوى العالم ، منها 3527 فرعًا في البرازيل ، وحوالي 28000 جهاز صراف آلي و 55 مليون عميل حول العالم.
إيتايسا ، تكتل برازيلي كبير مصنف ضمن أفضل 500 شركة في العالم لمجلة فورتشن ، تعمل كشركة أم لها. خارج البرازيل ، تمتلك شركة إيتيو يونيبنك مكاتب في أسونسيون وبوينس آيريس وجزر كايمان ودبي وهونغ كونغ ولشبونة ولندن ولوكسمبورغ ومونتيفيديو وناساو ونيويورك وميامي وسانتياغو وشنغهاي وطوكيو وزيورخ .

## روابط خارجية
- موقع Itaú الدولي العالمي